# Teya & Salena
Teya & Salena est un duo musical féminin autrichien composé de Teodora Spiric, dite Teya, et Selina-Maria Edbauer, dite Salena. Elles sont choisies pour représenter l'Autriche au Concours Eurovision de la chanson 2023.

## Carrière
Teodora Spiric, connue sous le nom de Teya, a commencé la musique à l'âge de 12 ans en tant que saxophoniste dans un orchestre de jazz et écrit ses premières chansons à 17 ans. Teya, qui performait alors sous le nom de scène de Thea Devy, a participé à la sélection autrichienne pour le Concours Eurovision de la chanson 2020 avec une chanson intitulée Judgment Day, chanson qu'elle a également interprété en serbe lors de la sélection serbe la même année.
Selina-Maria Edbauer connue sous le nom de Salena, commence la chanson à l'âge de 7 ans. En 2017, elle atteint le troisième tour de The Voice of Germany puis participe à la sélection autrichienne pour l'Eurovision en 2019 avec la chanson Behind the Waterfall. Elle est également la voix des jingles de la station de radio Hitradio Ö3.
Les deux jeunes femmes se sont rencontrées lors de leur participation au programme de l'ÖRF, Starmania 21. Le 31 janvier 2023, le diffuseur autrichien de l'Eurovision annonce que Teya et Salena ont été sélectionnées parmi 15 artistes pour représenter l'Autriche au Concours Eurovision de la chanson 2023. Leur chanson Who the Hell is Edgar? est dévoilée lors de la Journée internationale des femmes le 8 mars.
Arrivées deuxièmes de leur demi-finale, elles ouvrent ensuite la compétition de la finale qu'elles terminent à la 15e place sur 26.